# Marvin Spielmann
Marvin Spielmann (sinh ngày 23 tháng 2 năm 1996) là một cầu thủ bóng đá người Thụy Sĩ thi đấu cho FC Thun.